# Dohwa (métro de Séoul)
Dohwa (hangeul : 도화 ; hanja : 道禾) est une station de passage d la ligne 1 du métro de Séoul. Elle est située au 9 Sookgol-ro 24beon-gil, dans le quartier Dohwa-dong de l'arrondissement Michuhol-gu, sur le territoire de la ville métropolitaine d'Incheon, à l'ouest de Séoul en Corée du Sud. 
Ouverte en 2001, elle est desservie par les rames des services omnibus et express de la ligne 1.

## Situation sur le réseau

Plan du réseau (2023)

Établie en surface Dohwa est une station de passage de la ligne 1 du métro de Séoul : elle est située entre la station Juan, en direction du terminus nord-est Yeoncheon, et la station Jemulpo, en direction du terminus ouest Incheon,.

## Histoire
La station Dohwa est mise en service le 30 novembre 2001 sur la section, dite ligne Gyeongin (ko), de la ligne 1 du métro de Séoul,,.

## Services aux voyageurs

### Accès et accueil
La station est située au 9 Sookgol-ro 24beon-gil, dans le quartier Dohwa-dong. Elle dispose de quatre bouches numérotées de 1 à 4.

### Desserte
Dohwa, est desservie par les rames de services omnibus et express de la ligne.

Installations
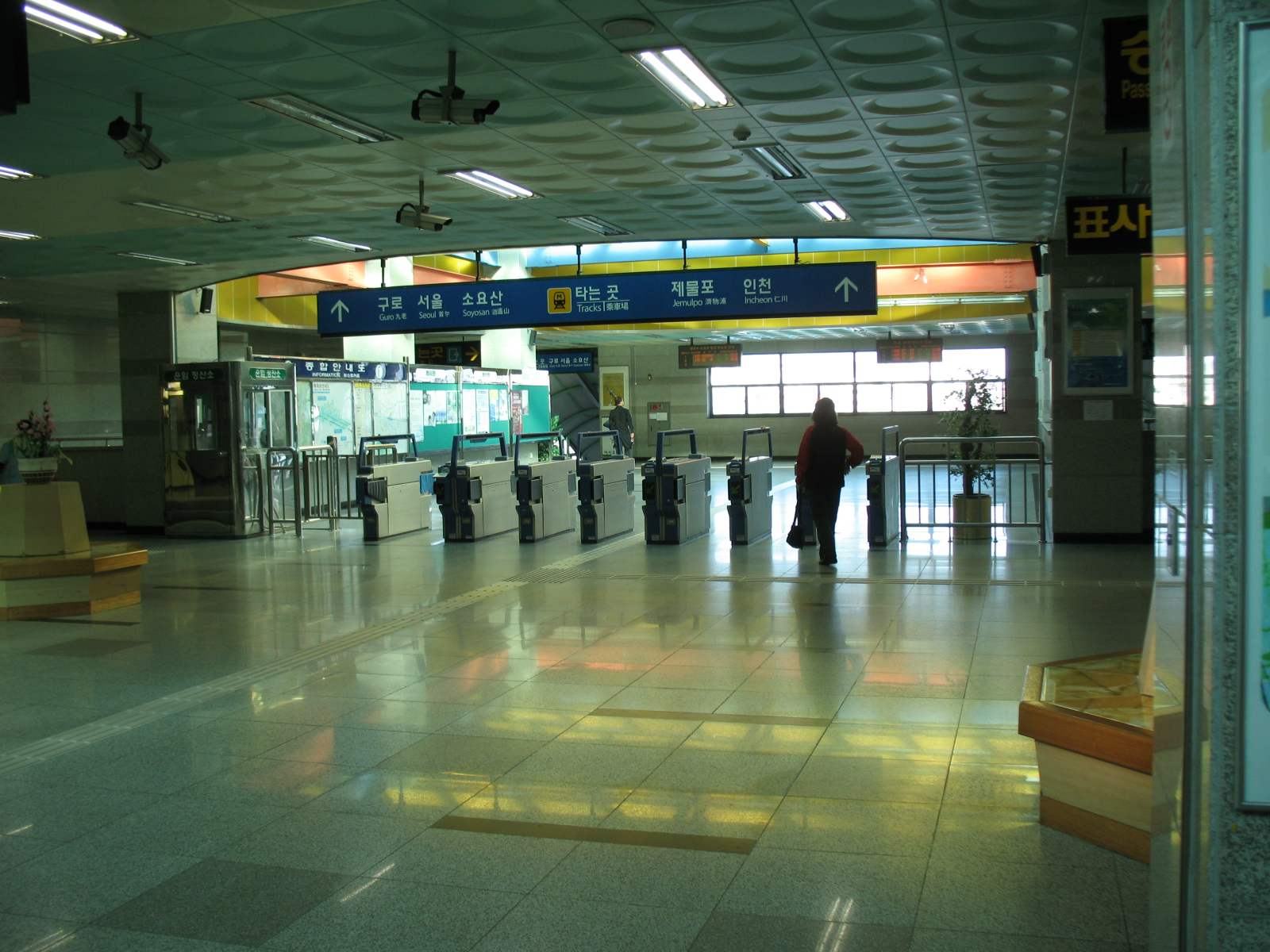
En 2008.
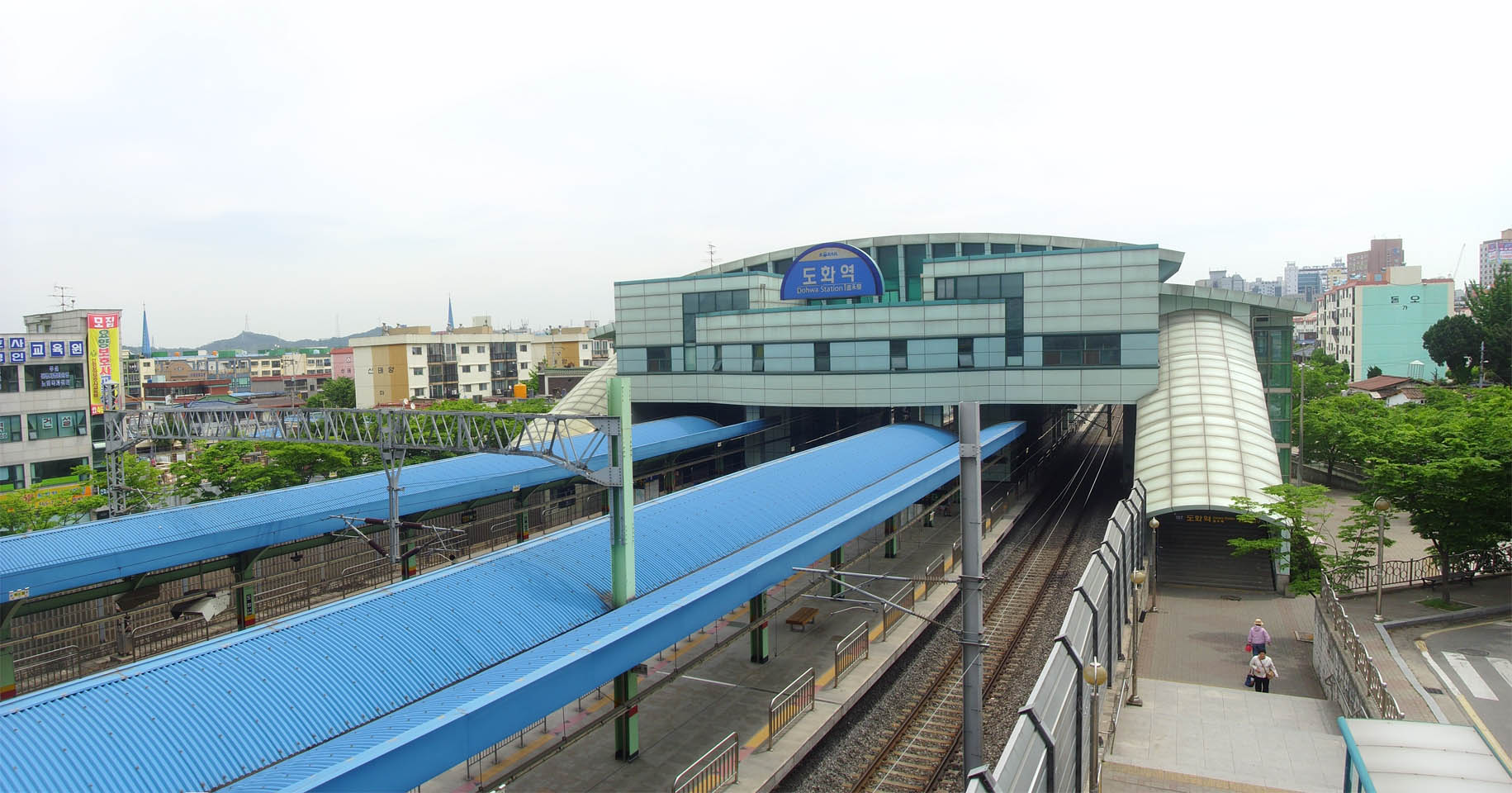
En 2008.

### Intermodalité
Des arrêts de bus sont situés à proximité.

## À proximité
Elle dessert notamment le parc Subong.